# De gedroomde kans
De gedroomde kans is het 155e album uit de reeks van De avonturen van Urbanus. Het stripalbum verscheen in 2013 in België.

## Verhaal
In De gedroomde kans rijdt nonkel Fillemon samen met Eufrazie en Annatol door het dorp, totdat ze op een boom botsen. Eufrazie is bewusteloos.
In haar bewusteloosheid droomt ze een aantal speciale zaken ...